# Leonardo Beg
Leonard Beg (ur. 4 marca 1976 roku w Rab) – biskup starokatolicki, wikariusz generalny Starokatolickiego Generalnego Wikariatu św. Metodego w Chorwacji, członek kolegium biskupiego Światowej Rady Narodowych Kościołów Katolickich. Proboszcz parafii starokatolickiej św. Krzysztofa w Rab.

## Życiorys
Leonard Beg urodził się w rodzinie praktykujących rzymskich katolików. W 1994 roku przeżył objawienie maryjne i od tego czasu postanowił zostać kapłanem. W 1996 roku został przyjęty do Wyższego Seminarium Duchownego im. Jana Pawła II w Rijece, równolegle prowadził studia na Wydziale Teologicznym w Zagrzebiu. W 2001 roku przyjął święcenia diakonatu z rąk biskupa Valtera Zupana, po kilku miesiącach został wydalony ze stanu duchownego. Jako osoba świecka w 2007 roku ukończył podyplomowe szkolenia zawodowego dla audytu wewnętrznego w Ministerstwie Finansów. Od 2009 roku rozpoczął pracę jako diakon w Kościele Starokatolickim w Chorwacji. W 2011 roku otrzymał tytuł doktorski w dziedzinie ekumenicznej na Wydziale Teologii Protestanckiej w Nowym Sadzie.
18 września 2010 r. w Zagrzebiu, z rąk biskupa Bernharda Heitza przyjął święcenia prezbiteratu. W 2012 roku opuścił Kościół Starokatolicki w Chorwacji w wyniku niezaakceptowania liberalnych poglądów Unii Utrechckiej Kościołów Starokatolickich oraz założył własną wspólnotę wyznaniową. 1 sierpnia 2012 został mianowany Wikariuszem Generalnym Kościoła Starokatolickiego przez abpa dr Augustina Bačinskiego. 22 września 2012 roku przyjął sakrę biskupią z rąk bpa Ante Mariana Nikolica. 15 września 2013 roku udzielił sakrę biskupią Jerzemu Rybce, polskiemu biskupowi starokatolickiemu. Od września 2017 roku arcybiskup metropolita.